# アナガスト
アナガスト (Anagast、fl.466年 - 470年)は、東ローマ帝国のマギステル・ミリトゥム（軍司令官）。アナガステス(Anagastes)とも表記される。ゴート人の出身。

## 生涯
アナガストはトラキア軍司令官であったゴート人アルネギスクルスの子。
466年から467年にかけて、デンギジクらに率いられてドナウ川の付近で略奪を働くフン族の集団を、アスパル、オストリュス、アンテミウス、バシリスクスらとともに迎撃した。468年頃に東ローマ皇帝レオ1世によってデンギジクのもとへ使者として派遣されたが、デンギジクはアナガストとの交渉を拒否して皇帝レオ1世との直接交渉を要求した。
469年、トラキア軍司令官であったイサウリア人ゼノンがトラキアの反乱軍を相手に命からがら逃亡する醜態をさらして罷免されると、ゼノンに代わってアナガストがトラキア軍司令官に任命された。アナガストはフン族を破り、同年中にデンギジクを処刑した。この報賞としてレオ1世はアナガストに執政官への任命を提案したが、アナガストは持病に苦しめられていることを理由に辞退した。
ところが470年、彼の辞退した執政官がアナガストと対立していたオリエント軍司令官のヴァンダル人ヨルダネスに与えられたため、アナガストはゴート人の将軍ウリボスを誘ってレオ1世に対して反乱を起こした。レオ1世は金品を贈ってアナガストの忠誠心を買い戻したが、この反乱は初めから皇帝を恐喝して金品を受け取ることが目的であったとも言われている。おそらく同年中、アナガストはレオ1世への忠誠を示すためウリボスを殺害した。